# Сірецька Олена
Оле́на Сіре́цька (1880 — 1972) — громадська діячка на Буковині, активна в чернівецькій жіночій громаді, довголітня голова харитативного товариства «Мироносиці». Зокрема 1934 і 1936 року організувала пасхальне свято, 1935 року обід для біженців з УСРР, у 1938 році, про що писала чернівецька преса. Була учасницею «Жіночої громади Буковини» в Чернівцях.
Мати Богдана Сірецького.
Померла в Румунії.